# Chungmu kimbap

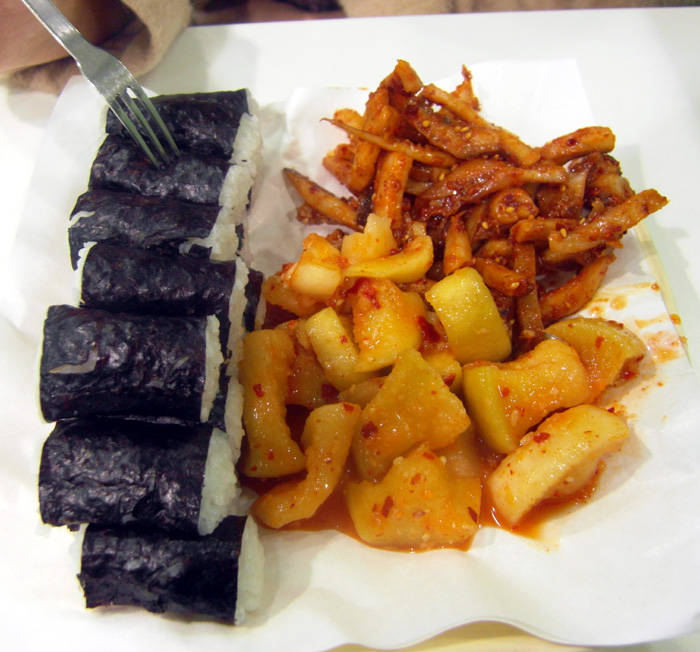
Chungmu kimbap

Chungmu kimbap (충무김밥) es una clase de kimbap hecho con solo arroz como relleno. Originados en la ciudad costera de Chungmu, los arrollados son más finos y su superficie usualmente no está condimentada. El chungmu kimbap es tradicionalmente servido con koddugi muchim (꼴뚜기 무침), pulpo bebé en rebanadas fermentado en salsa de pimiento picante, y kimchi de rábano (무김치).